# Moray (tàn tích Inca)
Moray (tiếng Quechua: Muray) là một địa điểm khảo cổ ở Peru khoảng 50 kilômét (31 mi) về phía tây bắc Cusco trên một cao nguyên cao khoảng 3,500 mét (11,48 ft) và nằm ở phía tây của làng Maras. Khu vực này chứa những tàn tích Inca bất thường, chủ yếu bao gồm một số triền hình tròn bậc thang, trong đó có độ sâu khoảng 30 m (98 ft). Cũng như nhiều địa điểm khác của Inca, nó cũng có hệ thống tưới tiêu.
Mục đích của những bậc thang này là chưa rõ, nhưng độ sâu, thiết kế và hướng của chúng đối với gió và mặt trời tạo ra sự chênh lệch nhiệt độ lên đến 15 °C (27 °F) giữa đỉnh và đáy.

## Nguy cơ hủy hoại công trình
Trong mùa mưa năm 2009-2010, vùng Cusco nhận được lượng mưa cao bất thường, gây thiệt hại lâu dài cho tàn tích này. Các tầng bậc thang của khu phức hợp, được xây dựng từ đá và đất đầm lầy, đã bị phá hủy rất nhiều vì nước mưa quá mức làm suy yếu cấu trúc bên dưới mặt đất.
Phía đông của vòng tròn chính bị sụp đổ vào tháng 2 năm 2010, gây lo ngại về sự nguyên vẹn của công trình cổ -hiện như là một điểm thu hút khách du lịch ở Peru. Một cấu trúc hỗ trợ tạm thời bằng gỗ đã được dựng lên để ngăn chặn sự sụp đổ tiếp theo cho đến khi công việc tái thiết có thể bắt đầu.
Theo nhà văn du lịch Paul Jones, "Mặc dù công việc sửa chữa tại Moray vẫn tiếp tục khôi phục trang web về tình trạng ban đầu của nó, việc thiếu vốn và lượng mưa hàng năm gây trở ngại cho sự tiến bộ. Điều này khảo cổ học thú vị là một phần quan trọng của du lịch đến khu vực tiếp tục có nguy cơ bị suy thoái thêm nữa, nếu công việc sửa chữa không được hoàn thành và duy trì trong những năm tới. "

## Chú giải
1. ↑  "ZONA ARQUEOLÓGICA DE MORAY". Inventario Turístico de Perú. MINCETUR. Bản gốc lưu trữ ngày 20 tháng 3 năm 2018. Truy cập ngày 23 tháng 5 năm 2017.
2. 1 2  Jones, Paul J (2012) tác giả và nhà văn du lịch, Peru Guide (the only), hướng dẫn trực tuyến tới Peru.
3. ↑  Cristóbal Estombelo Taco, Inka taytanchiskunaq kawsay nintayacharispa, Học viện cao đẳng cộng đồng La Salle - Dự án CRAM II, Urubamba, Cusco 2002 (tại Quechua)

## Đường dẫn ngooài
- Cẩm nang Hướng dẫn du lịch Moray - Cusco Lưu trữ ngày 31 tháng 10 năm 2013 tại Wayback Machine - Virtual Tourist